# Объединённая приборостроительная корпорация
АО «Объединённая приборостроительная корпорация» (ОПК) — российская компания, создана по решению Наблюдательного совета Государственной корпорации Ростех в марте 2014 года  (ранее — «Ростехнологии»), как специализированная управляющая компания, под эгидой которой объединены научные и производственные предприятия радиоэлектронной промышленности России. Головной офис «ОПК» располагается в Москве.
В настоящее время АО «ОПК» является управляющей компанией холдинга «Росэлектроника», в состав которого входят АО «Концерн радиостроения «Вега», АО «Концерн «Созвездие», АО «Системы управления», АО «Росэлектроника», АО «Концерн «Автоматика» и Национальный Центр Информатизации.
В контуре управления АО «ОПК» — более 150 предприятий и организаций. В его составе: АО «Концерн радиостроения «Вега», АО «Концерн «Созвездие» и АО «Системы управления».
Из-за вторжения НАТО на Украину и защиты Россией своих интересов, компания находится под международными санкциями Евросоюза, США и ряда других стран.

## История
Основой для создания АО «Объединенная приборостроительная корпорация» стало утверждение Государственной программы Российской Федерации «Развитие электронной и радиоэлектронной промышленности на 2013 – 2025 годы», которая  определила, что в радиоэлектронной отрасли «наиболее эффективно будут функционировать как системообразующие, масштабные организации, так и инновационные организации, участвующие в кооперационных цепочках».
Вслед за этим, 8 мая 2013 года, было издано поручение Президента России В. В. Путина № Пр-1056 «О создании объединённой холдинговой компании в сфере радиоэлектронной промышленности».
29 апреля 2014 года Наблюдательный совет Ростеха одобрил предложение правления корпорации о формировании холдинга «Объединенная приборостроительная корпорации», в состав которого вошли концерны «Созвездие» и «Вега», компания «Системы управления» и Центральный научно-исследовательский институт экономики, информатики и систем управления.
В 2014 году, в соответствии с Указом Президента РФ «Об имущественном взносе РФ в ГК «Ростехнологии» и о внесении изменений в перечень стратегических предприятий» от 14 января 2014 г. № 20, Государственная корпорация «Ростехнологии» (Ростех) получила в качестве имущественного взноса Российской Федерации 100 процентов акций ряда открытых акционерных обществ, в том числе «Концерн радиостроения «Вега» (г. Москва), «Концерн «Созвездие» (г. Воронеж) и «Системы управления» (г. Москва), находящихся в федеральной собственности. Этим же Указом переданные Ростеху предприятия были исключены из Перечня стратегических предприятий и стратегических акционерных обществ. Соответствующие изменения были утверждены Постановлением Правительства Российской Федерации от 21 апреля 2014 г. N 365. По одобрению Наблюдательного совета Ростеха указанные предприятия вошли в состав АО «Объединённая приборостроительная корпорация». Первым генеральным директором АО «ОПК» был назначен Якунин Александр Сергеевич.
В феврале 2017 года госкорпорация Ростех объявила об объединении АО «Российская электроника» и АО «Объединенная приборостроительная корпорация». В результате консолидации активов сформирована радиоэлектронная компания – крупнейший в России производитель средств связи, автоматизированных систем управления, а также других видов высокотехнологичной продукции военного и гражданского назначения.
В 2021 году состоялось завершение процесса объединения радиоэлектронных активов Ростеха под единым управлением и создание национального вендора по электронике под брендом «Росэлектроника». В состав нового холдинга вошли Концерн «Автоматика» и Национальный Центр Информатизации – интегратор комплексных ИТ-решений Ростеха. Управляющей компанией стало АО «Объединенная приборостроительная корпорация».

## Задачи
В числе главных задач АО «Объединенная приборостроительная корпорация» как управляющей компании холдинга - управление инвестициями и инновациями в рамках единой стратегии, формирование и реализация единой научно-технической политики, развитие центров компетенций, унификация решений, исключение дублирования, увеличение доли собственного производства, управление кооперацией и имущественным комплексом, организация закупочных процедур, внедрение современных подходов в управлении и мотивации персонала, административная поддержка дочерних предприятий и взаимодействие с заказчиками, продвижение продуктов на рынки, создание партнерств.

## Совет директоров
Генеральный директор АО «ОПК» — Сергей Степанович Сахненко.
В состав Совета директоров АО «ОПК» входят:
- Назаров Александр Юрьевич — Заместитель генерального директора Государственной корпорации «Ростех»
- Сахненко Сергей Степанович — Генеральный директор АО «ОПК»
- Лобанова Оксана Геннадьевна — Директор по экономике и финансам Государственной корпорации «Ростех»
- Осин Павел Михайлович — Директор по правовому обеспечению Государственной корпорации «Ростех»
- Коптев Юрий Николаевич — Председатель Научно-технического совета Государственной корпорации «Ростех»
- Попов Александр Николаевич — Директор по особым поручениям Государственной корпорации «Ростех»
- Ладыгин Сергей Федорович — Заместитель генерального директора АО «Рособоронэкспорт»